# Julioffren

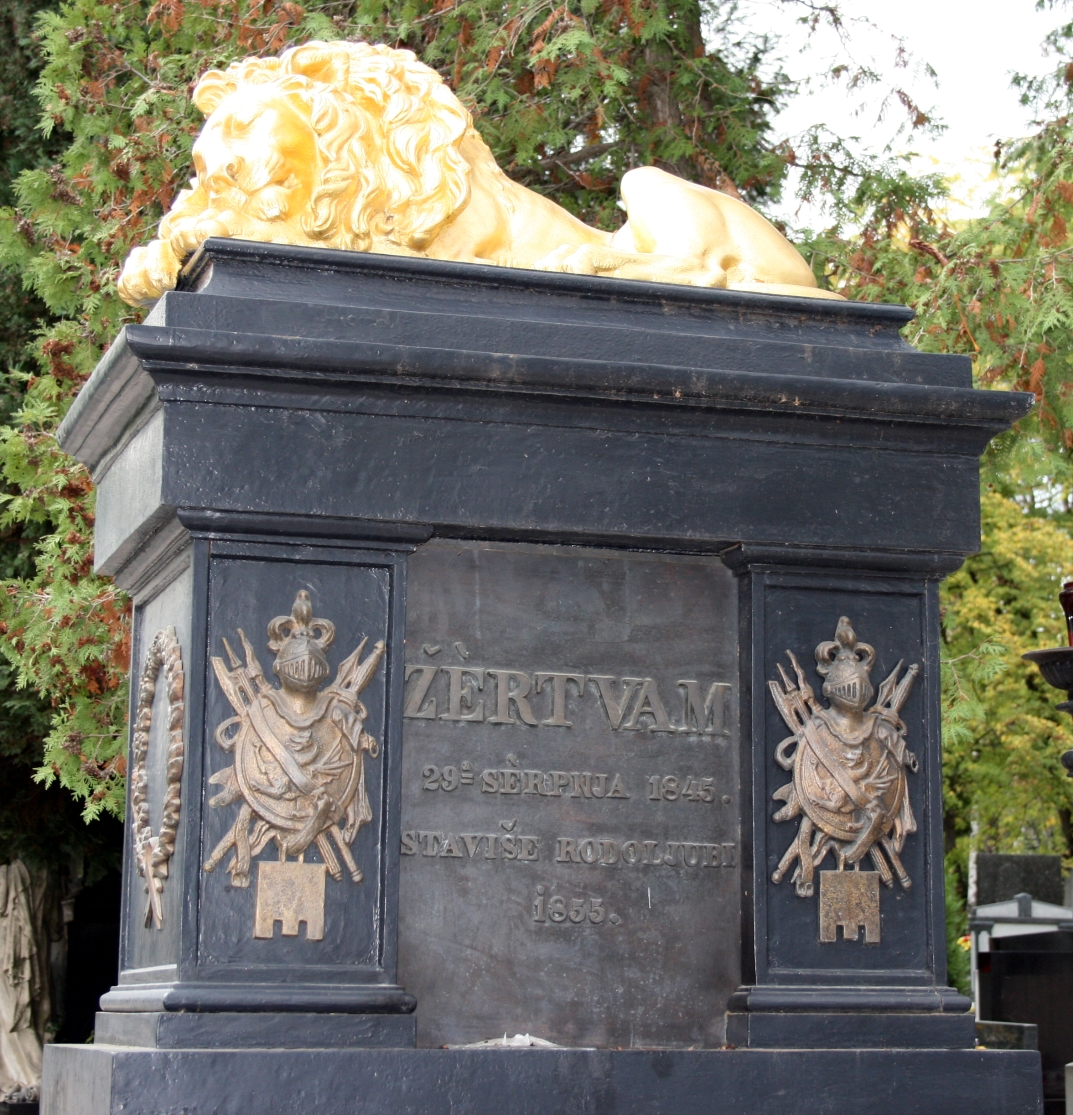
Minnesmärket på Mirogojkyrkogården tillägnat Julioffren.

Julioffren (kroatiska: Srpanjske žrtve) kallas de medlemmar av det kroatiska Folkpartiet som den 29 juli 1845 dödades då den kejserliga österrikiska armén ingrep vid en demonstration på Sankt Markus torg i Zagreb (Agram) i den dåvarande kroatiska provinshuvudstaden i kejsardömet Österrike. Vid arméns ingripande dödades 15 personer och ytterligare 30 skadades. Den påföljande begravningsceremonin för de dödade ledde till missnöjesyttringar mot den österrikiska politiken i allmänhet och ungersk hegemoni i synnerhet. Händelsen kom att få konsekvenser och lämna ett bestående avtryck i Kroatiens politiska historia.

## Upprinnelse
Under 1800-talets första hälft präglades den politiska scenen i den österrikiska provinsen Kroatien av konflikten mellan det Kroatiskt-ungerska partiet och Folkpartiet. Kroatiskt-ungerska partiet förespråkade närmare band mellan provinserna Kroatien och Ungern som båda ingick i kejsardömet Österrike och för att ungerska skulle vara det administrativa språket i den kroatiska provinsen. Folkpartiet vars värdegrund låg i illyrismen (och efter den kroatisk-ungerska kompromissen år 1868 skulle komma att förespråka en förening av "de kroatiska länderna" inom Dubbelmonarkin) motsatte sig Kroatiskt-ungerska partiets ambitioner. 
I samband med lokalvalen år 1845 till Zagrebs länsfullmäktige vann Kroatiskt-ungerska partiet flest röster. Sedan valresultatet tillkännagivits anklagade Folkpartiet Kroatiskt-ungerska partiet för valfusk. Partiet motsatte sig även vallistan som enligt kejsaren och kungens påbud användes vid valet och till stora delar liknade den från år 1835 vilket ansågs gynna Kroatiskt-ungerska partiet. 
Zagrebs länsfullmäktiges första sammanträde hölls den 28 juli 1845. Dagen efter, den 29 juli, samlades demonstranter (företrädandevis medlemmar av Folkpartiet) vid Sankt Markus torg för att protestera mot det förmodande valfusket. Kroatiens ban, den etniska ungraren och kejsarens ställföreträdare Franz Haller, kallade då in armén för att skingra demonstranterna. I samband med skingrandet blev en del av demonstranterna kvar på torget, däribland författaren Mirko Bogović. Sedan denne angripit en officer med en sabel beordrade en av arméns kommendörer eldgivning mot demonstranterna. Trots order om eldupphör fortsatte skottlossningen och flera demonstranter dödades eller skadades. Även om banen Franz Haller personligen inte gett order om beskjutningen skulle Folkpartiet komma att hålla honom ansvarig för incidenten vilket skulle få politiska konsekvenser.

## Konsekvenser
De dödade Julioffren begravdes vid Jurjevskokyrkogården. Under begravningsceremonin förekom missnöjesyttringar mot ungersk hegemoni och händelsen kom att lämna avtryck i Kroatiens politiska historia. Som en del av denna händelse avträdde ungraren Franz Haller posten som Kroatiens ban. Tjänsten tillträdes senare av Zagrebs ärkebiskop och den romersk-katolske kardinalen Juraj Haulik. Under hans regeringstid ersatte kroatiskan latinet som officiellt språk i parlamentet och tyskan i skolorna. 
År 1895 flyttades resterna efter Julioffren och minnesmärket tillägnat dem till Mirogojkyrkogården.